# 고서점

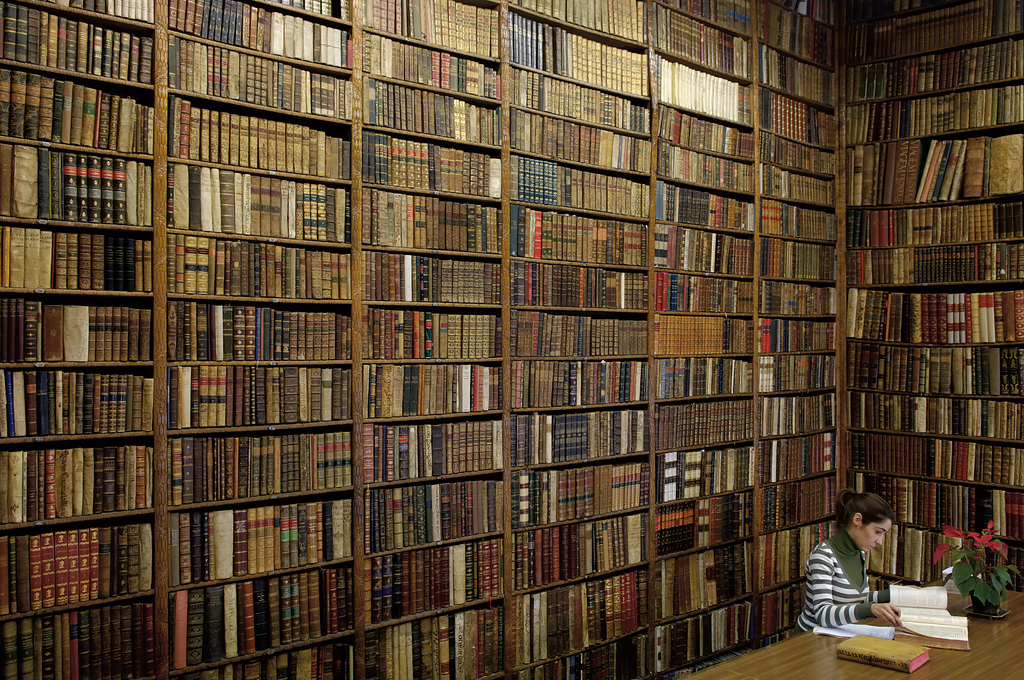
마드리드의 고서점

고서점(古書店) 또는 헌책방은 절판된 서적이나 고서, 헌책을 파는 서점이다. 고서점에서는 출판되고 있는 책과 절판된 책을 포함하여 다양한 책을 구할 수 있다. 책 수집가는 책을 구하기 위해 고서점에서 책을 사기도 한다.
고서점에서 책을 판매하는 규모는 다양한데, 소형 고서점에서는 수백 권씩, 대형 고서점에서는 수십만 권씩 책을 판매한다.

## 같이 보기
- 서점가